# Омар Си
Омар Си (фр. Omar Sy; 20. јануар 1978. године, Трап), француски је позоришни, филмски и ТВ глумац.
Познат је по филмовима Недодирљиви (2011), Загорео (2015), Свет из доба јуре (2015), Одједном тата (2016), Инферно (2016), Трансформерси: Последњи витез (2017) и Свет из доба јуре: Надмоћ (2022).